# Populous II
Populous II är uppföljaren till spelet Populous, båda skapade av Peter Molyneux. Spelet finns till ett flertal format, bland annat Amiga, Atari och SNES. Spelaren har rollen som en "halvgud" som med hjälp av heliga krafter ska leda ett grekiskt folkslag till seger mot fienden.